# Ustawa o Kanadzie

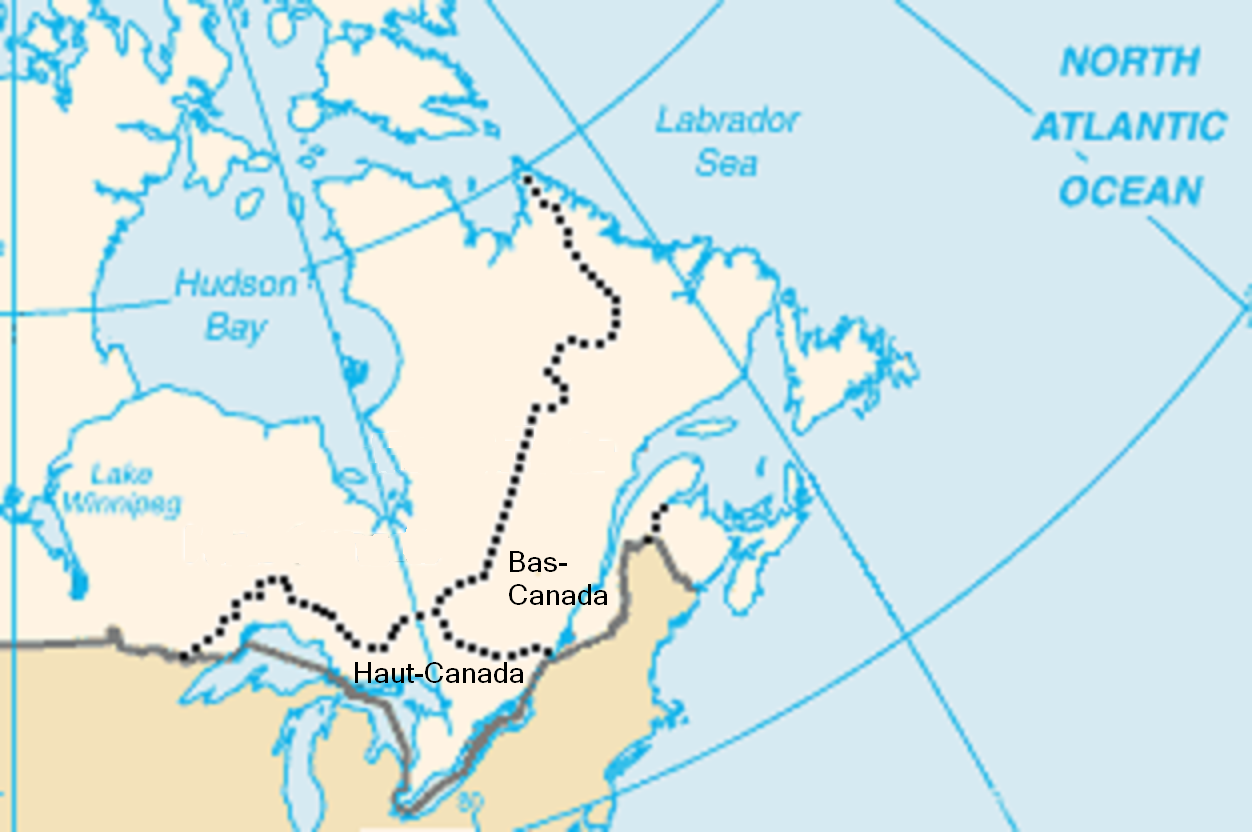
Górna Kanada (Haut-Canada) i Dolna Kanada (Bas-Canada)

Ustawa o Kanadzie lub Akt konstytucyjny (ang. Canada Act lub Constitutional Act) – ustawa uchwalona przez Parlament Brytyjski w 1791 reformująca system administracji w Kanadzie. Ustawa podzieliła Kanadę na dwie prowincje: Górną Kanadę (późniejsze Ontario) i Dolną Kanadę (późniejszy Quebec).
Ustawa powoływała regionalne parlamenty w każdej prowincji posiadające ograniczone przywileje ustawodawcze, pozostawiając gubernatorowi generalnemu daleko idące uprawnienia. Także wobec odpowiedniego ustawienia cenzusu wyborczego, do parlamentów prowincjonalnych na ogół wybierani byli przedstawiciele lojalistycznych ugrupowań skupionych wokół partii konserwatywnej. Taka sytuacja, wobec wzrastających aspiracji społeczeństwa prowadziła do napięć i wybuchów społecznych takich jak rebelie w 1837 – rebelia w Górnej Kanadzie i rebelia patriotyczna w Dolnej Kanadzie.
Ustawa o Kanadzie została zastąpiona w 1841 Ustawą o Unii Kanadyjskiej.
 Zapoznaj się z zastrzeżeniami dotyczącymi pojęć prawnych w Wikipedii.